# Rosa caesia
Rosa caesia är en rosväxtart som beskrevs av James Edward Smith.
Rosa caesia ingår i släktet rosor och familjen rosväxter. Inga underarter finns listade i Catalogue of Life.